# Смолвуд, Уильям
Уильям Смолвуд (англ. William Smallwood; 1732 — 14 февраля 1792) — американский плантатор, военный и политик, 4-й губернатор Мэриленда. Смолвуд был участником Войны за независимость США, где дослужился до звания генерал-майора. Он был губернатором в те годы, когда Мэриленд ратифицировал Конституцию США.